# Amanita velosa
Amanita velosa là một loài nấm tán (agaric) thuộc chi Amanita trong họ Amanitaceae. Tên gọi thông thường của nấm này là springtime amanita hay bittersweet orange ringless amanita. Loài nấm này ăn được, chúng phân bố ở các bang California, Oregon (Hoa Kỳ) và bang Baja California (México).